# Tipula interserta
Tipula interserta är en tvåvingeart som beskrevs av Riedel 1913. Tipula interserta ingår i släktet Tipula och familjen storharkrankar. Arten är reproducerande i Sverige. Inga underarter finns listade i Catalogue of Life.